# 平方可積函數
在数学中，平方可积函数（英語：square-integrable function）是绝对值平方的积分为有限值的实值或复值可测函数。因此，若
{\displaystyle \int _{-\infty }^{\infty }|f(x)|^{2}\,\mathrm {d} x<\infty ,}
则我们说 f 在实直线 {\displaystyle (-\infty ,+\infty )} 上是平方可积的。平方可积一词也可以用于有限区间如[0, 1]。
一个等价的定义是，函数本身的平方（而非它的绝对值）是勒贝格可积的。要想使其为真，实部的正和负的部分的积分都必须是有限的，虚部也是如此。
通常这个术语不是指某个特定函数，而是指几乎处处相等的一组函数。

## 性质
平方可积函数（这里的“函数”实际上意味着几乎处处相等的一组函数）通过内积构成一个内积空间，
{\displaystyle \langle f,g\rangle =\int _{A}{\overline {f(x)}}g(x)\,\mathrm {d} x}
其中
- f 和 g 都是平方可积函数，
- f(x) 是 f 的复共轭
- A 是积分区间——在上述的第一种情况中，A 就是{\displaystyle (-\infty ,+\infty )}；在第二种情况中 A 是 [0, 1]。

由于 |a|2 = a a，平方可积性之要求也即
{\displaystyle \langle f,f\rangle <\infty .\,}
可以证明，平方可积函数在上述定义的内积导出的度量下构成一个完备度量空间。完备度量空间也被称为柯西空间，因为在这样的度量空间中，数列收敛当且仅当其为柯西序列。由一个范数导出的度量下的完备空间是巴拿赫空间。因此，平方可积函数的空间是由该范数导出的度量下的巴拿赫空间，而范数又是由内积导出的。由于内积的补充性质，这（空间）其实就是一个希尔伯特空间，因为空间在由内积导出的度量下是完备的。
这个内积空间通常记为 {\displaystyle \left(L_{2},\langle \cdot ,\cdot \rangle _{2}\right)}，并经常缩写为 {\displaystyle L_{2}}。注意 {\displaystyle L_{2}} 表示的是平方可积函数的集合，但该记号没有指明选择的度量、范数或内积。该集合需要连同特定的内积 {\displaystyle \langle \cdot ,\cdot \rangle _{2}}，来确定内积空间。
平方可积函数构成的空间也是一个 Lp 空间，其中 p = 2。